# Academia Breve de Crítica de Arte
Academia Breve de Crítica de Arte fue una  institución española impulsada por Eugenio d'Ors como elemento de promoción y difusión de la actividad artística moderna y contemporánea de la España de la primera postguerra. Sus actividades se desarrollaron desde el 12 de mayo de 1942 al 25 de septiembre de 1954, principalmente en Madrid. Teniendo un prólogo en la exposición homenaje a Isidre Nonell, celebrada en 1942, y un epílogo en la denominada "Última Exposición", homenaje póstumo a D´Ors en 1955, y celebrada en la Dirección General de Bellas Artes.

## Académicos
Podemos decir que sus fundadores fueron un grupo heterogéneo de amantes del arte entre los que se encontraban críticos, coleccionistas, diplomáticos, galeristas, médicos, arquitectos, etcétera. Encabezados por el propio D´Ors los otros diez componentes eran: José María Alfaro, José de Baviera, Carlos Blanco Soler, José Camón Aznar, Condesa de Campo Alange (María Laffitte), Yakichiro Suma, Eduardo Llosent Marañón, Luis Felipe Vivanco y Zarega Fombona.

## Actividad
Sus miembros decidieron dar lugar todos los años a una muestra de once autores, cada uno de ellos presentado por uno de los académicos, de ahí que se denominara a cada una de las exposiciones: "Salón de los Once", de todas se elaboraría un catálogo y cada uno de los miembros debería de glosar en él sobre el artista elegido.
Tras el éxito de los primeros Salones, la Academia decidió ampliar su actividad y celebrar las llamadas: "Exposiciones Antológicas de la Academia Breve de Crítica de Arte" que solían tener lugar intercaladas entre las diversas ediciones del Salón. Las exposiciones se llevaron a cabo principalmente en la Galería Biosca de la capital (en aquellos años, la mejor galería de Madrid), realizándose otras en el Museo Nacional de Arte Moderno de Madrid o en la Galería Buchholz también de Madrid. Relevante fue también su relación con la bilbaína Galería Stvdio fundada por Guillermo Wakonnig.
En sus distintas ediciones se pudieron ver obras de los autores, consagrados y emergentes del panorama nacional, marcando la pauta de lo que sería el arte moderno español de las siguientes décadas, entre ellos encontramos nombres como los de: Conejo, Clará, Eduardo Vicente, José Gutiérrez Solana, Francisco Cossío, Modesto Ciruelos, Benjamín Palencia, Antoni Tàpies, Manolo Millares, Josep Guinovart, Cristino Mallo, Francisco Capulino, "Capuleto", Pinazo o Ignacio Zuloaga.

## Salones de los Once y Exposiciones Antológicas

### Primera Exposición
Homenaje a Isidro Nonell.

### Primer Salón de los Once
1943. Expositores y presentadores:
- María Blanchard, Condesa de Campo Alange (María Laffitte).
- Pedro Bueno, Enrique Azcoaga.
- Fujita, Zarega Fombona.
- Emilio Grau Salas, Eugenio D´Ors.
- Pedro Mozos, Carlos Blanco Soler.
- Jesús Olasagasti, José María Alfaro.
- Pedro Pruna, José de Baviera.
- Olga Sacharoff, José Camón Aznar.
- Eduardo Vicente, Yakichiro Suma.
- Rafael Zabaleta, Luis Felipe Vivanco.
- Manolo Hugué, Eduardo Llosent Marañón.

### Segundo Salón de los Once
1944. Expositores y presentadores:
- Pablo Gargallo, Eugenio D´Ors / Llosent Marañón.
- J. Torres García, Eugenio D´Ors.
- Antonio Gómez Cano, Aurelio Biosca.
- José Serrano, Condesa de Campo Alange (María Laffitte).
- Pedro de Valencia, José de Baviera.
- Rosario de Velasco, Eugenio D´Ors.
- Eduardo Vicente, Yakichiro Suma.
- Rafael Zabaleta, Luis Felipe Vivanco.
- Manuel Humbert, Carlos Blanco Soler.
- Benjamín Palencia, Enrique Azcoaga.
- José Escassi, José Camón Aznar.

### Primera Exposición Antológica
Primera Exposición Antológica de la Academia Breve de Crítica de Arte. Las XI Mejores obras de Arte expuestas en Madrid de primavera a primavera. Galerías Biosca, 1945 (18 de junio - 18 de julio).
Expositores y obras:
- María Blanchard, La marquesa.
- Enrique Casanova, Bronce.
- Francisco Cossío, Bodegón.
- Ángel Ferrant, Cabeza.
- Antonio Gómez Cano, Bodegón.
- Josep Llorens i Artigas. , Dos vasos.
- Federico Marés, El Ángel Custodio.
- Juan Serra, Bodegón.
- Alfredo Sisquella.
- Miguel Villa, La Cocina.
- Rafael Zabaleta, Bodegón.

### Tercer Salón de los Once
1945. Expositores y presentadores:
- José Gutiérrez Solana, Manuel Sánchez Camargo.
- José Caballero, Juan Valero.
- Jaime A. De Dampierre, Eduardo Llosent Marañón.
- Francisco Marsá, Eduardo Aunós.
- Juan González Moreno, Enrique Azcoaga.
- Juan Antonio Morales, Carlos Blanco Soler.
- Enrique Cristóbal Ricart, Eugenio D´Ors.
- Joaquín Vaquero Palacios, Benito Rodríguez Filloy.
- Eduardo Vicente, Conchita Montes.
- Rafael Zabaleta, Luis Felipe Vivanco.
- Ángel Ferrant, Emilio F. Peña.

### Segunda Exposición Antológica
Segunda Exposición Antológica de la Academia Breve de Crítica de Arte. Las XI Mejores obras de Arte expuestas en Madrid de primavera a primavera. [[Galería Biosca]], 1946 (31 de mayo - 30 de junio).
Expositores y obras:
- Rafael Durancamps, Plaza del Palacio (Barcelona).
- José Gutiérrez Solana, Máscaras.
- Manolo Hugué, Tres Bronces.
- J. Llorens Artigas, Dos vasos (gres).
- Francisco Marsá, Bodegón.
- Juan Antonio Morales, La mujer del antifaz.
- Benjamín Palencia, La taberna.
- Joaquín Sunyer, Desnudo.
- Daniel Vázquez Díaz, Rubén Darío.
- Eduardo Vicente, Dos acuarelas.
- Ignacio Zuloaga, Domingo Ortega.

### Cuarto Salón de los Once
En el Museo Nacional de Arte Moderno de Madrid, 1947.
Expositores y presentadores:
- José Aguiar, José María Alfaro.
- Álvaro Delgado, Eduardo Llosent Marañón.
- Rafael Durancamps, Condesa de Campo Alange (María Laffitte).
- J. Llosé Orens Artiga, José Camón Aznar.
- J. Mompou, Eduardo Aunós.
- José Planes, Enrique Azcoaga.
- Agustín Redondela, Manuel Sánchez Camargo.
- Joaquín Valverde, Luis Moya Blanco.
- Daniel Vázquez Díaz, Pedro Mourlane Michelena.
- Miguel Villá, Eugenio D´Ors.
- Rafael Zabaleta, Juan Valero.

### Tercera Exposición Antológica
Tercera Exposición Antológica de la Academia Breve de Crítica de Arte. Las XI Mejores obras de Arte expuestas en Madrid de primavera a primavera. Galería Buchholz, 1947 (3 de junio - 30 de junio).
Expositores y obras:
- José Aguiar, Desnudo.
- Pedro Bueno, Retrato.
- Enrique Casanovas, Dos dibujos.
- José Clará, Figuras.
- Andrés Conejo, Girasoles.
- Rafael Durancamps, La botella verde.
- Ángel Ferrant, Maniquí.
- José Planes, Desnudo.
- Rafael Sanz, Torso.
- Eduardo Vicente, La taberna.
- Miguel Villá, Establo.

### Quinto Salón de los Once
En el Museo Nacional de Arte Moderno de Madrid, 1947.
Expositores y presentadores:
- Rafael Barradas, Eugenio D´Ors.
- Luis Barrera, José Camón Aznar.
- Rafael Benet, Enrique Azcoaga.
- Modesto Ciruelos, Luis Moya Blanco.
- Pedro Gasto Vilanova, Conchita Montes.
- Baldo Guiberti, Pedro Mourlane Michelena.
- Cristino Mallo, Emilio F. Peña.
- Santiago Padrós, Eugenio D´Ors.
- José Truco, Carlos Blanco Soler.
- Miguel Villá, Juan de Zavala.
- Rafael Zabaleta, Juan Valero.

### Sexto Salón de los Once
En el Museo Nacional de Arte Moderno de Madrid, 1948.
Expositores:
- Francisco Cossío.
- Joaquín Vaquero.
- Juan Antonio Morales.
- Miguel Rueda.
- Federico Castellón.
- Jesús de Perceval.
- Francisco Alcaraz.
- Miguel Cantón Checa.
- Luis Cañadas Fernández.
- Francisco Capulino, "Capuleto".
- Antonio López Díaz.

### Cuarta Exposición Antológica
Cuarta Exposición Antológica de la Academia Breve de Crítica de Arte. Las XI Mejores obras de Arte expuestas en Madrid de primavera a primavera. Galerías Biosca, 1948 (11 de junio - 10 de julio).
Expositores y obras:
- Francisco Gimeno, Niño del Perro.
- Francisco Iturrino, Caballos.
- Arturo Martini, Juicio de Salomón.
- Rafael Benet, Tossa.
- Ángel Ferrant, Maniquí.
- Eduardo Gregorio, Figura.
- Cristino Mallo, Ciclista.
- Jesús de Perceval, Superstición.
- Ives Revelli, Sô.
- Miguel Villá, Pueblo.
- Rafael Zabaleta, Corral.

### Quinta Exposición Antológica
Quinta Exposición Antológica de la Academia Breve de Crítica de Arte. Las XI Mejores obras de Arte expuestas en Madrid de primavera a primavera. Galerías Biosca, 1949 (24 de mayo - 23 de junio).
Expositores y obras:
- Francisco Capuleto, El homenaje.
- Modesto Ciruelos, Retrato.
- Álvaro Delgado, Estudiante.
- Juan de Echevarría, Pío Baroja.
- Francisco Lozano, Lavanderas.
- J. A. Morales, Elena.
- Pinazo, Romero Robledo.
- Benjamín Palencia, El Caminante.
- Jesús Perceval, Rostros.
- Scotti, Mujer que otea más allá de la barca.
- Miguel Villá, La casa roja.

### Séptimo Salón de los Once
En el Museo Nacional de Arte Moderno de Madrid, 1949.
Expositores y presentadores:
- Joaquín Torres García, Juan Antonio Gaya Nuño.
- Gigliotti Zanini, Pedro Mourlane Michelena.
- Joan Miró, Eugenio D´Ors.
- Salvador Dalí, Condesa de Campo Alange (María Laffitte).
- Oriol Bohigas, Eugenio D´Ors / Santiago Padrós, Luis Moya Blanco.
- Jorge de Oteiza, Antonio Bilbao Arístegui.
- Rafael Zabaleta, Rafael Santos Torroella.
- Arnaldo Puig, Ángel Ferrant.
- Modest Cuixart.
- Antoni Tàpies.
- Juan Ponç, Arnaldo Puig.

### Sexta Exposición Antológica
Sexta Exposición Antológica de la Academia Breve de Crítica de Arte. Las XI Mejores obras de Arte expuestas en Madrid de primavera a primavera. Galerías Biosca, 1949 - 1950.
Expositores y obras:
- Pedro Bueno, Retrato.
- Francisco Capuleto, Muchachos.
- Francisco Cossío, Bodegón de Porcelanas.
- Stephan Eberhard, Alemania.
- Carlos Ferreira, Torso.
- Juan Ginzález Moreno, Figura.
- Antonio Lago, Paisaje.
- Martín Sáez, Cabeza.
- Rafael Sanz, Cabeza.
- Joaquín Sunyer, Muchacha con gato.
- Eduardo Tápies, Parafagaramus.

### Séptima Exposición Antológica
Séptima Exposición Antológica de la Academia Breve de Crítica de Arte (ver Octavo Salón de los Once).

### Octavo Salón de los Once
En la Galería Biosca de Madrid, primavera de 1951.
Expositores:
- Emilio Varela.
- Rafael Zabaleta.
- Darío Suro.
- Manuel Baeza.
- Francisco Capuleto.
- Antonio Guijarro.
- Tony Stubbing.
- Martínez Novillo.
- Santiago Uranga.
- José Caballero.
- Julio Ramis.

### Octava Exposición Antológica
Octava Exposición Antológica de la Academia Breve de Crítica de Arte. Las XI Mejores obras de Arte expuestas en Madrid de primavera a primavera. Galerías Biosca, 1952. Homenaje a Manolo Hugué.
Expositores y obras:
- Manuel Hugué, Estatuilla.
- Cristino Mallo, Gineceo.
- Rafael Sanz, Escultura.
- José Granyer, Bestiario.
- Modesto Ciruelos, Tríptico.
- Francisco García Vilella, Pintura.
- Antonio Guijarro, Bodegón.
- Francisco Lozano, Paisaje.
- Manuel Mampaso, Verdes y Redes.
- Antoni Tàpies, Profesiones y Oficios.
- Miguel Villá, El Sena (París).
- Rafael Zabaleta, Campesino.

### Noveno Salón de los Once
En la Galería Biosca de Madrid, Invierno de 1952.
Expositores:
- Francisco Fornells Plá.
- Jaime Ferrer Mascaró.
- Josep Guinovart.
- José Hurtuna.
- Ramón Isern.
- Ángel López Obrero.
- Jordi Mercadé.
- Jaime Muxart.
- Juan Ponç.
- Eudaldo Serra Güell.
- Antoni Tàpies.

### Décimo Salón de los Once
En la Galería Biosca de Madrid, invierno de 1953.
Expositores y presentadores:
- Renée Aspe, Aurelio Biosca.
- Juan Brotat, Alejandro Busuioceanu.
- Jorge Curos, Manuel Sánchez Camargo.
- Josep Guinovart, C. Rodríguez Aguilera.
- Manuel Humbert, Francisco de Asís Pujols.
- Manolo Millares, Pedro Mourlane Michelena.
- Fernando Rivero, Luis Moya.
- Antonio Saura, Condesa de Campo Alange (María Laffitte).
- Antoni Tàpies, Rafael Santos Torroella.
- Miguel Villá, Eugenio D´Ors.
- Rafael Zabaleta, Luis Felipe Vivanco.

### Novena Exposición Antológica
Novena Exposición Antológica de la Academia Breve de Crítica de Arte. Las XI Mejores obras de Arte expuestas en Madrid de primavera a primavera. Galerías Biosca, 1953. 
Expositores y obras:
- Juan Brotat, Composición.
- Modesto Ciruelos, Retrato.
- Rafael Durancamps, Bodegón.
- Carlos Ferreira, Escultura.
- José Guinovart, Familia.
- Gregorio del Olmo, Confidencia.
- Godofredo Ortega - Muñoz, Figura en el paisaje.
- Antoni Tàpies, Remoto Arado.
- Edualdo Serra, Centauro.
- Miguel Villá, Cocina.
- Rafael Zabaleta, Balcón.

### Undécimo Salón de los Once
En la Galería Biosca de Madrid, invierno de 1954.
Expositores y presentadores:
- Juan Brotat, C. Rodríguez Aguilera.
- Manuel Capdevilla, Eugenio D´Ors.
- Ángel Ferrant, Juan de Zavala.
- Manuel Gil Pérez, Alejandro Busuioceanu.
- Carlos Pascual de Lara, Manuel Sánchez Camargo.
- Cristino Mallo, Luis Moya.
- Enrique Mora, Oriol Bohigas.
- Sant - Yago Padrós, Pedro Mourlane Michelena.
- Ramón Rogent, Joan Perucho.
- Manuel Ros, Carlos Fages de Climent.
- Alfonso Serrahima, Carles Riba.

### Última Exposición
Última Exposición de la Academia Breve de Crítica de Arte, invierno de 1955, Homenaje a Eugenio D´Ors en la Galería de la Dirección General de Bellas Artes de Madrid.
Toman parte de esta muestra todos los artistas que han participado con sus obras tanto en los Salones de los Once como en las Exposiciones Antológicas de la Academia Breve de Crítica de Arte o en ambos.

#### Catálogo
Con motivo de la misma, se edita un catálogo por parte de la Dirección General de Bellas Artes de 165 páginas, recogiéndose la relación de artistas en exposición y una serie de escritos de distintos autores sobre la figura de Eugenio D´Ors y su relevancia intelectual.
Contenido:
- Proemio de Aurelio Biosca, In memoriam.
- Autores: José Luis López Aranguren, José Camón Aznar; Condesa de Campo Alange (María Laffitte); Guillermo Díaz-Plaja, Pedro Laín Entralgo, Pedro Mourlane Michelena, Luis Moya, Francesc Pujols, Dionisio Ridruejo, Alfons Roig, Reynaldo Dos Santos, Luis Felipe Vivanco.
- Epílogo de Manuel Sánchez Camargo, Glosa a D´Ors.